# هماتوم پستان
هماتوم پستان (انگلیسی: Breast hematoma) به جمع شدن خون در درون پستان گفته می‌شود که معمولاً ناشی از خونریزی است و در اثر تروما (مثلا ضربه به پستان یا جراحی پستان) یا دلایل دیگر ایجاد می‌شود. هماتوم پستان بدخیم نیست، اما ممکن است منجر به التهاب، تب و تغییر رنگ پوست شود و گاهی اِسکارهایی به‌جای بگذارد که شبیه برخی از انواع سرطان پستان هستند. هماتوم‌های کوچک پستان پس از مدتی خودبه‌خود برطرف می‌شوند و نیازی به درمان ندارند، در حالی که هماتوم‌های سینه بزرگتر ممکن است نیاز به جراحی داشته باشند.

## علائم و نشانه‌ها
علائم ممکن است شامل تغییر رنگ قابل مشاهده (ناشی از خون‌مردگی)، درد پستان و ورم کردن آن باشد. علائم هماتوم پستان گاهی شبیه به تغییرات فیبروسیستی پستان است.

## علل
هماتوم پستان ممکن است به دلیل ضربه مستقیم به پستان ایجاد شود، به عنوان مثال طی یک آسیب ورزشی یا تصادف جاده‌ای. یک نمونه از چنین ضربه‌ای در تصادف‌های خودروها دیده می‌شود که طی آن، کمربند ایمنی فشار شدیدی روی پستان سرنشین ایجاد می‌کند. هماتوم همچنین می‌تواند ناشی از انجام جراحی بر روی پستان باشد که معمولاً به‌دلیل خونریزی بعد از عمل است. خونریزی درون‌بافتی ممکن است مدت کوتاهی پس از جراحی یا چند روز بعد رخ دهد و در جراحی‌های زیبایی (مثلاً برای کوچک کردن پستان یا بزرگ کردن پستان) و همچنین جراحی‌های غیر زیبایی (مثلاً جهت برداشتن غدد لنفاوی، لامپکتومی یا ماستکتومی) رخ دهد. به ندرت، هماتوم می‌تواند به‌دنبال بیوپسی پستان رخ دهد.
هماتوم پستان به ندرت به‌طور خودبه‌خود به سبب ضعف دیواره و پارگی خود‌به‌خود رگ‌های خونی در پستان، به ویژه در افراد مبتلا به ناهنجاری‌های انعقاد خون یا پس از مصرف طولانی‌مدت داروهای رقیق‌کننده خون مانند آسپرین یا ایبوپروفن روی می‌دهد.

## پاتوفیزیولوژی
هماتوم‌های پستان کوچک اغلب در طی چند روز یا چند هفته از طریق بازجذب خون خودبه‌خود برطرف می‌شوند. هماتوم‌های بزرگتر به احتمال زیاد منجر به التهاب یا فیبروز می‌شوند.
هماتوم پستان گاهی می‌تواند منجر به تغییر رنگ پوست، التهاب یا تب شود. وقتی هماتوم برطرف می‌شود، ممکن است فیبروتیک شود و بافت اِسکار به‌جای بگذارد. یک هماتومِ در حالِ بهبود، ممکن است تبدیل به مایع شود و سروما ایجاد کند.
هماتوم پستان ممکن است مانع بهبود زخم پس از جراحی شده و در نتیجه، بر زیبایی نهایی پستان اثر بگذارد. علاوه بر این، هماتوم یکی از عوامل خطر برای بروز عفونت در محل جراحی پستان است. شواهد مقدماتی نشان می‌دهد که بعد از جراحی ایمپلنت پستان، وجود هماتوم خطر ایجاد کشش موضعی کپسولی را افزایش می‌دهد.
در غربالگری انجام‌شده توسط ماموگرافی، بافت اِسکار ناشی از هماتوم پستان ممکن است به آسانی با بافت تومور اشتباه شود، به ویژه در سال‌های اول پس از جراحی. در نهایت، نکروز چربی ممکن است در ناحیه مورد نظر پستان رخ دهد.

## تشخیص
تشخیص بر اساس شرح حال دقیق (بررسی دقیق تاریخچه پزشکی) معاینه بالینی و آزمایش‌های تصویربرداری (سونوگرافی، ماموگرافی، سی تی اسکن، ام‌آرآی) است. هنگامی که پس از جراحی پستان یا بیوپسی سوزنی تورم پس از عمل به‌وجود می‌آید، احتمال دارد بررسی سونوگرافیک پستان به منظور تمایز بین هماتوم و سایر عوارض احتمالی پس از جراحی مانند آبسه یا سروما ضروری باشد. هماتومی که به تازگی ایجاد شده باشد معمولاً در ماموگرافی قابل مشاهده است و همچنین چگالی سیگنالی مشخصی را در تصویربرداری پرتو مغناطیسی نشان می‌دهد. اگر تمایز از سرطان پستان ضروری باشد، بیوپسی هماتوم ممکن است لازم گردد.
نباید فراموش کرد که گرفتن یک شرح حال دقیق و کامل برای تشخیص هماتوم پستان ضروری است.

### ماموگرافی

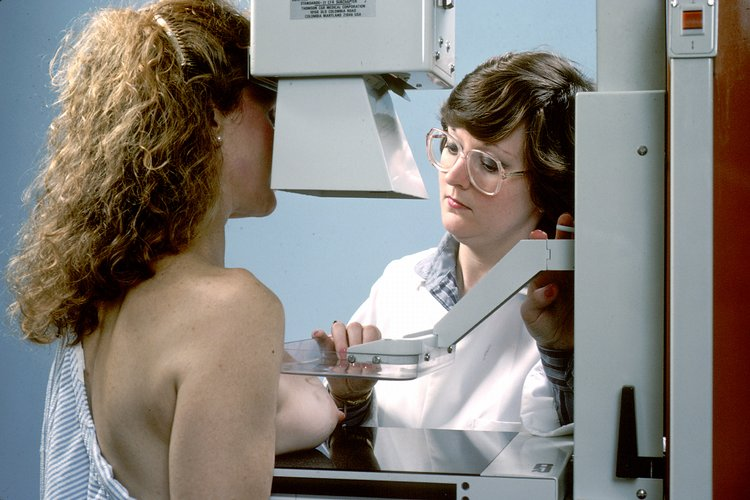
ماموگرافی می‌تواند وجود لخته خون در پستان را تأیید کند.

طیف یافته‌های ماموگرافی شامل موارد زیر است:
- تودهٔ منفرد
- افزایش تراکم در غدد پستانی (شایع‌ترین ظاهر)
- ندول‌های پرتورسان، (ندول‌هایی که به امواج اشعه ایکس نفوذپذیر هستند)
- ندول‌های دارای کلسیفیکاسیون

با گذشت زمان، ماموگرافی ممکن است شواهدی از نکروز چربی را نیز در ناحیه آسیب دیده نشان دهد.
اسمیر خون تازه معمولاً در ماموگرافی قابل مشاهده است و همچنین سایه‌های شدیدتر را در تصویربرداری تشدید مغناطیسی نشان می‌دهد.

### سونوگرافی پستان

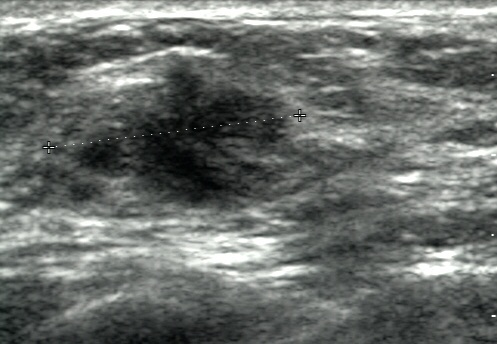
سونوگرافی پستان

یافته‌های سونوگرافی می‌تواند بسیار متغیر باشد. برخی موارد گزارش شده:
- تجمع مایع
- ندول‌های سفت
- توده کیستی
- ناهنجاری‌های منتشر پارانشیمی
- توده کلسیفیه

هنگامی که پس از جراحی پستان یا انجام بیوپسی سوزنی، تورم بعد از عمل به‌وجود می‌آید، ممکن است سونوگرافی پستان برای افتراق جریان خون از سایر عوارض احتمالی پس از جراحی مانند آبسه پستان یا سروما پستان نشان داده شود.

### بیوپسی بافت پستان
اگر تمایز هماتوم از سرطان پستان ضروری باشد، انجام باف‌برداری (بیوپسی) ضرورت می‌یابد.

## درمان
هماتوم‌های کوچک پستان که هیچ‌گونه ناراحتی ایجاد نمی‌کنند، صرفاً نیازمند پیگیری بالینی هستند و از سونوگرافی برای نظارت بر روند بهبود آن استفاده می‌شود. در موارد غیر معمول (مثلاً بدون ترومای خاص قبلی)، پایش کوتاه‌مدت پستان (حدود ۶ تا ۸ هفته) توصیه می‌شود.
هماتوم‌های بزرگ پستان، یا آنهایی که کوچک نمی‌شوند یا باعث ناراحتی و درد می‌شوند، معمولاً نیاز به تخلیه دارند. همچنین هماتوم‌هایی که پس از جراحی برای برداشتن تومور بدخیم ایجاد می‌شوند، تخلیه می‌شوند، زیرا هماتومی که اشعه پرتودرمانی به آن می‌خورد بعید است که هرگز برطرف شود. هماتومی را که به تازگی ایجاد شده باشد، می‌توان با آسپیراسیون سوزنی یا (به ندرت) دِرِناژ بازِ جراحی تخلیه کرد.